# Omar Galliani
Omar Galliani (Montecchio Emilia, 30 ottobre 1954) è un artista italiano.

## Biografia
Omar Galliani è nato nel 1954 a Montecchio Emilia, si è diplomato all'Accademia di Belle Arti di Bologna ed è professore di Pittura all'Accademia di Belle Arti di Brera.
Nel 1979, invitato da Luciano Francalanci per la sezione Italia, riceve il Premio Faber Castell alla I Triennale Internazionale del disegno presso la Kunsthalle di Norimberga. Nel 1982 aderisce al movimento Magico Primario e nel 1984 all'Anacronismo, incentrati sul ritorno alla tradizione figurativa italiana per un'arte nel tempo e contemporaneamente fuori di esso. Le sue opere sono presenti alla Biennale di Venezia nel 1982, nel 1984 e nel 1986, nelle Biennali di San Paolo in Brasile ed a Parigi, nei musei d'arte contemporanea in Giappone ed alla Biennale di Bradford 7th British International Print (1982).
Nel 1991 realizza il terzo sipario per lo storico Teatro Valli di Reggio Emilia e nel 1995 è invitato alla mostra Tutte le strade portano a Roma nel Palazzo delle Esposizioni di Roma, a cura di Achille Bonito Oliva. Espone alla XXII Quadriennale di Roma, a cura di Vittorio Sgarbi, con l'acquisizione della sua opera Ballerina dalla Camera dei deputati (1996).
Alla fine del 2002, alla Galleria La Murzia di Agata Basile, espone una serie di opere accompagnate da una lettura recitata da Remo Girone e Victoria Zinny, su testo del drammaturgo Aurelio Pes.
Le sue opere partecipano a prestigiose esposizioni in tutto il mondo e sono incluse nelle collezioni permanenti di importanti musei, come la GAM di Torino (Paesaggio dei miei veleni, 2014), ed il NAMOC di Pechino (Lontano da Xian, 2016) insieme ad opere di Dalí e Picasso. Nel 2018 Galliani ha donato un suo autoritratto alle Gallerie degli Uffizi di Firenze, l'opera è stata esposta all'Auditorium Vasari e presentata al pubblico dal direttore Eike Schmidt, prima di entrare a far parte della celeberrima collezione.
Nel gennaio 2019 è uscito A matita? Omar Galliani, film documentario (durata 81 minuti) sull'artista, con la sua partecipazione, diretto da Fulvio Wetzl e proiettato in anteprima nazionale al cinema Cristallo di Reggio Emilia.

## Stile e contenuti
Le opere di Galliani sono principalmente monumentali disegni eseguiti a grafite, talvolta con l'aggiunta del colore rosso. La tecnica si basa sull'uso di grafite o carboncino su materiali bianchi o chiari, per poi tracciarvi sapienti linee e chiaroscuri, anche ricorrendo alla tecnica dello spolvero, che richiamano la tradizione artistica rinascimentale. Luci ed ombre sono in dialogo costante, neri intensi e soffusi evocano e smaterializzano le raffigurazioni, impreziosite talvolta da simboli sanguinei dai rimandi anatomici, vegetali, religiosi: riflessione sull'arte ed i suoi linguaggi silenziosi e significanti.
La sua ricerca della Bellezza si avvale di un disegno raffinatissimo e di una tecnica personale in cui anche le venature delle tavole lignee possono unirsi alla sinfonia del mondo misterioso e seducente che aleggia nelle sue opere. Galliani raffigura spesso figure e volti femminili, nell'atemporale dualismo tra tenebra e luce, con uno stile che affonda le sue radici nella tradizione figurativa italiana, pur essendo innovativo e contemporaneo.
(Omar Galliani)

## Opere
- Autoritratto, (2018), Gallerie degli Uffizi, Firenze[12]
- Lontano da Xian, (2016), NAMOC, Pechino[13]
- Paesaggio dei miei veleni, (2014), Gabinetto Disegni e Stampe, GAM, Torino[14]
- Dal taccuino dei miei disegni orientali, Cafa Museum, Pechino (acquisizione 2012, n. inv. 12063)
- Nuovi Santi, Musei Vaticani, Città del Vaticano, Roma (acquisizione 2011, n. inv. 59925)[15]
- Nuovi santi, Museo Diocesano, Padova, (acquisizione 2011)
- Notturno (trittico), (2007), Gabinetto Disegni e Stampe degli Uffizi, Firenze[16]
- Mantra per Laura, (1997-98), MAMbo, Bologna, (acquisizione 2000)[17]
- Ballerina, Camera dei Deputati, Montecitorio, Roma, (acquisizione 1996, n. inv. 36919)
- Assunta, (1997) Museo Diocesano, Reggio Emilia, (acquisizione in occasione dell'evento nel Battistero di Reggio, 1997)
- Virgo Fidelis, Museo Diocesano, Loreto, (acquisizione 1995)
- Caripe, sede centrale, Pescara: ciclo di affreschi, (realizzazione 1992)[18]
- Resurrezione, Museo di Stauros, Santuario di San Gabriele, Isola del Gran Sasso, Teramo, (acquisizione 1995); Pala della Crocifissione
- Disegno, Fondazione Bracco, Milano, (acquisizione 1996)
- Cavaliere d'Ellisse, Villa Arson (museo di arte moderna), Nizza, (acquisizione 1985)
- Il rito dell'oro (Oroborus), Castello Gamba, Chatillon, Val D'Aosta, (acquisizione 1986)[19]
- Notturna, (1984), MAGA, Gallarate, (acquisizione 1985), premio Nazionale Arti Visive città di Gallarate[20]
- La Ruota del Lotto, Pinacoteca, Jesi, (acquisizione 1981)[21]
- Annunciazione, sede CartaSi, Milano, (acquisizione 1979)
- Inremeabilis error, Kunsthalle, Norimberga, (acquisizione 1978)

## Cataloghi
- Omar Galliani – Croquis de voyage, Corsiero Editore, Reggio Emilia, 2015
- Omar Galliani. Peruginesca. Fabrizio Fabbri Editore, Corciano PG, Testi di Massimo Duranti e Omar Galliani, 2014
- Galliani incontra Morandi, Danilo Montanari Editore, Bologna. Testi di Eleonora Frattarolo e Omar Galliani, 2014
- L'opera al nero. Omar Galliani, Mazzotta editore, Milano. Testi di Danilo Eccher, Gregorio Mazzonis, Omar Galliani. 2014
- Il sogno della Principessa Lyu Ji al Florian, a cura di Stefano Stipitivich; testi A. Formilli Fendi, S. Stipitivich, Omar Galliani, con una poesia inedita di R. Mussapi, edizioni Temporanea, Le realtà possibili del Caffè Florian, XII edizione. E-Graphic spa, S. Giovanni Lupatoto. 2013
- Omar Galliani-Alessandro Busci. Un passaggio di generazione. Silvana Editoriale, Cinisello Balsamo. Testo di Flavio Caroli, 2012
- The Male, the Female, the sacred. Omar Galliani in Dialogue with the Drawing Tradition, CAFA Art Museum, Pechino, 2012.
- Omar Galliani, OMAR, ROMA, AMOR, Silvana Editoriale, Cinisello Balsamo, 2012
- Bellini, Botticelli, Pollaiolo. Capolavori s/velati da Omar Galliani. Mazzotta, Milano, 2011
- Venticinque aprile, ancora. Disegni di Omar Galliani
- Omar Galliani, Diario Cinese. A cura di Manuela Lietti. Istituto Italiano di Cultura di Pechino e Centro culturale del Quartiere Italiano di Tianjin, 2011
- Il codice degli angeli, grafica Antigua, TV, 2011
- Omar Galliani Apri gli occhi...chiudi gli occhi, Dep Art Gallery, Milano, 2010
- Omar Galliani. Dans mon tiroir à dessins. A cura di Lorand Hegyi. Silvana editoriale, Cinisello Balsamo, 2010
- Omar Galliani, Nocturno. A cura di Alessandro Romanini e Massimo Scaringella, Centro Cultural Borges di Buenos Aires, 2010
- Grande disegno italiano, a cura di Art Gallery K35, Mosca. 2009
- Santa Apollonia, Omar Galliani e qualche dente di Andy Warhol. Skira, Milano, 2009
- Omar Galliani. Apri gli occhi… chiudi gli occhi. Testo di F. Arensi. 2009
- Space, Omar Galliani, Saint Paul de' Vence, 2009
- Omar Galliani, Notturno. A cura di Marzia Faietti, Electa, Milano, 2008
- Omar Galliani, Tra Oriente e Occidente il grande disegno italiano in Cina, a cura di Vincenzo Sanfo, Electa, Milano. Testi di Flavio Caroli, Vincenzo Sanfo, Fiorella Minervino, Gioia Mori. 2007
- Omar Galliani, Great Italian Drawing. Shoeni Art Gallery Ltd, Hong Kong, 2007
- Disegno Italiano. Tour in Cina. A cura di Fiorella Minervino e Vincenzo Sanfo. Shanghai, Chengdu, Jinan Le articolazioni del disegno, Bertani & C. Testi di Marisa Vescovo, Monica Trigona. 2006
- Disegno Italiano. Tour in Cina. A cura di Fiorella Minervino e Vincenzo Sanfo. Shanghai, Chengdu, Jinan, 2006
- Omar Galliani, Elogio della seduzione. Quasi un decennio di pittura. A cura di Osvaldo Rossi. Transeuropa, Ancona, 2006
- Omar Galliani, La figlia era nuda. Racconto di Giorgio Soavi, Edizioni Gabriele Mazzotta, Milano, 2005
- Omar Galliani. Nuove Anatomie. A cura di Sandro Parmiggiani, Skira, Milano, 2004
- Di perle e di seta, Edizioni Galleria Carlina, Torino, 2004
- Omar Galliani. Sum qui sum, edizioni Galleria La Murzia, 2003
- Andata e ritorno. Dalla bottega del Parmigianino all'atelier di Omar Galliani, testi di Giorgio Soavi, Italo Tomassoni, Gian Ruggero Manzoni, Omar Galliani, Montechiarugolo Palazzo Civico, 2003
- Omar Galliani. Disegnata, a cura di Marisa Vescovo, Edizioni Delinea Libri, Reggio Emilia, 2003
- Omar Galliani. Desiderata, a cura di Giovanni Bonelli, Museo d'Arte Moderna di Ciampino (Roma), testo di Tiziana D’Achille. 2003
- Madre terra. Sotto la pelle del disegno. Omar Galliani, a cura di Maurizio Sciaccaluga, Palazzo Binelli, Carrara. 2003
- Omar Galliani. Il Sutra del diamante, a cura di Antonio D'Avossa, Edizioni Galleria Paola Verrengia, Salerno. 2002
- La luce della materia (nell'orizzonte etrusco), tipografia Manzo, Roma, 2002
- Omar Galliani. Cosmogonie, De Agostini Rizzoli Arte & Cultura, Milano, 2000
- Omar Galliani. Dall'alba al tramonto, a cura di Otello Lottini, Sarzana, 2000
- Omar Galliani, Trevi Flash Art Museum. Testi di I. Tomassoni, G. Varini. 2000
- Omar Galliani, Marella Arte Contemporanea, 2000
- Omar Galliani, Virgo, testo di I. Tomassoni, 1999
- Omar Galliani, Pagine disegnate, appunti di viaggio, 1999, Ios, Edizioni Il Torchio, Milano, testi di Luciano Caprile, Omar Galliani. 1999
- Silentium, Edizioni Umberto Di Marino Arte Contemporanea, Giugliano, NA. Testi di Italo Tomassoni, Omar Galliani. 1998
- Femmine Countenances from Rome to New York, Edizioni New York University, 1998
- Il sipario di Norcia, Edizioni del Teatro, testo di Italo Tomassoni. 1997
- Omar Galliani, Edizioni Camera dei Deputati, Roma, 1997
- Taccuini di viaggio. Disegni, Edizioni Museum A Galerie, Litomysl, testi di Rea Silvia Motti, Italo Tomassoni. 1997
- Omar Galliani, Per Adriano, a cura di Otello Lottini, Edizioni del Museo di Villa Adriana, 1996
- Omar Galliani, Il Disegno, Edizioni Marella Arte Contemporanea, Sarnico, BG, testo di Omar Galliani.
- In Seta e Argento, Edizioni Astuni Arte Contemporanea, Fano, Intervista di Walter Guadagnini, testi di Italo Tomassoni, Omar Galliani, testo poetico di Gian Ruggero Manzoni
- Omar Galliani, Hombre, Edition Cimal Internationale, Valencia, testo di Antonio D’Avossa, 1992
- Omar Galliani. Triangolo 1983-1991, a cura di Italo Tomassoni, Edizioni Electa, Perugia, 1991
- Sipari del Teatro Valli di Reggio Emilia, a cura di Susy Davoli e Giulio Bizzarri, Edizioni Teatro Municipale Reggio Emilia, 1991
- Omar Galliani, Umberto Allemandi, Torino, 1991
- With Silver On The Point, Marian Locks Gallery, Filadelfia, testi di Omar Galliani, Anthony Iannacci. 1990
- In punta d’argento, Omar Galliani, Edizioni Essegi, Edizioni Tipertì, Rimini. 1990
- Omar Galliani, Asia, Il Quadrante Edizioni, Torino, testi greci e latini a cura di Marco Noce, 1987
- Omar Galliani, Cleto Polcina Arte Moderna, Edizioni Leader Arte Roma, testi di Maurizio Calvesi, Marisa Vescovo, Omar Galliani, 1984
- Le ciglia del naufrago, Essegi, Ravenna. Con testi di Maurizio Calvesi e Flavio Caroli. 1983
- Omar Galliani, Romanza, Galleria d'Arte contemporanea, Siracusa, testo di F. Caroli, 1981
- Omar Galliani. La Dea levò la fronte, Siracusa, 1980
- Ritratto di dama con unicorno, Edizioni Galleriaforma, Genova, testo di Giuseppe Bonini. 1979
- Affinità iconografiche, Nuova Galleria del Teatro, Parma, con testi di Corrado Costa e Giovanni M. Accame. 1978
- G7, Notiziario mensile d'arte e cultura, Anno II/N. 15 Novembre 1977, Bologna

## Filmografia su Galliani
- A matita? Omar Galliani, regia di Fulvio Wetzl (2018)